# Forat negre giratori
Un forat negre giratori és un forat negre que posseeix moment angular. En particular, gira al voltant d'un dels seus eixos de simetria.
Tots els objectes celestes: planetes, estrelles (Sol), galàxies, forats negres, giren.

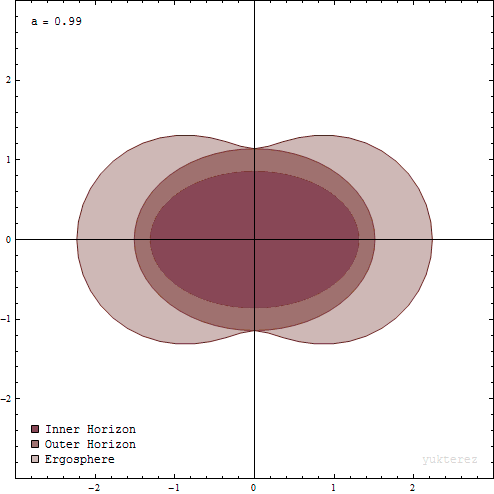
Els límits d'un forat negre de Kerr rellevants per a l'astrofísica. Tingueu en compte que no hi ha "superfícies" físiques com a tal. Els límits són superfícies matemàtiques, o conjunts de punts en l'espai-temps, rellevants per a l'anàlisi de les propietats i interaccions del forat negre.

## Tipus de forats negres
Hi ha quatre solucions de forat negre conegudes, exactes, de les equacions de camp d'Einstein, que descriuen la gravetat en relativitat general. Dos d'ells giren: els forats negres de Kerr i Kerr-Newman. En general es creu que cada forat negre decau ràpidament a un forat negre estable; i, pel teorema sense pèl, que (excepte per a les fluctuacions quàntiques) els forats negres estables es poden descriure completament en qualsevol moment amb aquests 11 nombres:
- massa-energia M ,
- moment lineal P (tres components),
- moment angular J (tres components),
- posició X (tres components),
- càrrega elèctrica Q.

Mentre que des de la perspectiva d'un observador que cau la immersió en un forat negre giratori es produeix en un temps propi finit i amb una rapidesa molt alta (esquerra), des de la perspectiva d'un observador de coordenades a l'infinit s'alenteixen, apropant-se a la velocitat zero a l'horitzó en relació amb un Sonda estacionària al lloc mentre es fa girar per sempre per l'efecte d'arrossegament del marc del forat negre (dreta).

Aquests nombres representen els atributs conservats d'un objecte que es poden determinar des de la distància examinant els seus camps electromagnètics i gravitatoris. Totes les altres variacions del forat negre s'escaparan a l'infinit o seran engolides pel forat negre. Això es deu al fet que qualsevol cosa que passi dins de l'horitzó del forat negre no pot afectar els esdeveniments fora d'ell.
Pel que fa a aquestes propietats, els quatre tipus de forats negres es poden definir de la següent manera:
|                        | No giratori ( J = 0) | Girant ( J > 0) |
| ---------------------- | -------------------- | --------------- |
| Sense càrrega ( Q = 0) | Schwarzschild        | Kerr            |
| Carregat ( Q ≠ 0)      | Reissner-Nordström   | Kerr-Newman     |

Tingueu en compte que s'espera que els forats negres astrofísics tinguin un moment angular diferent de zero, a causa de la seva formació mitjançant el col·lapse d'objectes estel·lars en rotació, però efectivament una càrrega zero, ja que qualsevol càrrega neta atraurà ràpidament la càrrega oposada i es neutralitzarà. Per aquest motiu el terme forat negre "astrofísic" sol reservar-se per al forat negre de Kerr.

Òrbita lligada progressivament al voltant d'un forat negre que gira amb un paràmetre de rotació de a/M=0,9.

## Formació
Els forats negres giratoris es formen en el col·lapse gravitatori d'una estrella massiva giratòria o a partir del col·lapse o col·lisió d'una col·lecció d'objectes compactes, estrelles o gas amb un moment angular total diferent de zero. Com que totes les estrelles conegudes giren i les col·lisions realistes tenen un moment angular diferent de zero, s'espera que tots els forats negres de la natura siguin forats negres rotatius. Com que els objectes astronòmics observats no posseeixen una càrrega elèctrica neta apreciable, només la solució de Kerr té rellevància astrofísica.
A finals de 2006, els astrònoms van informar estimacions de les taxes de rotació dels forats negres a The Astrophysical Journal. Un forat negre a la Via Làctia, GRS 1915+105, pot girar 1.150 vegades per segon, apropant-se al límit superior teòric.

### Relació amb esclats de raigs gamma
Es creu que la formació d'un forat negre giratori per un col·lapse s'observa com l'emissió d'esclats de raigs gamma.

Forat negre giratori des de la perspectiva de l'observador llunyà. Els diferents marcs mostren el forat negre des de diferents angles.

## Conversió a forat negre de Schwarzschild
Un forat negre en rotació pot produir grans quantitats d'energia a costa de la seva energia de rotació. Això pot passar a través del procés de Penrose dins de l'ergosfera del forat negre, en el volum fora del seu horitzó d'esdeveniments. En alguns casos d'extracció d'energia, un forat negre giratori es pot reduir gradualment a un forat negre de Schwarzschild, la configuració mínima de la qual no es pot extreure més energia, encara que la velocitat de rotació del forat negre de Kerr mai arribarà a zero.

### Mètrica de Kerr, mètrica de Kerr-Newman
Un forat negre giratori és una solució de l'equació de camp d'Einstein. Hi ha dues solucions exactes conegudes, la mètrica de Kerr i la mètrica de Kerr-Newman, que es creu que són representatives de totes les solucions de forats negres rotatius, a la regió exterior.
Als voltants d'un forat negre, l'espai es corba tant que els raigs de llum es desvien, i la llum molt propera es pot desviar tant que viatja diverses vegades al voltant del forat negre. Per tant, quan observem una galàxia de fons llunyana (o algun altre cos celeste), podem tenir la sort de veure la mateixa imatge de la galàxia diverses vegades, encara que cada cop més distorsionada. El 2021 es va publicar una descripció matemàtica completa de com es doblega la llum al voltant del pla equatorial d'un forat negre de Kerr
El 2022, es va demostrar matemàticament que l'equilibri trobat per Roy Kerr el 1963 era estable i, per tant, els forats negres, que eren la solució de l'equació d'Einstein de 1915, eren estables.

## Transició d'estat
Els forats negres rotatius tenen dos estats de temperatura en què poden existir: escalfament (perdent energia) i refredament.